# Колезький реєстратор

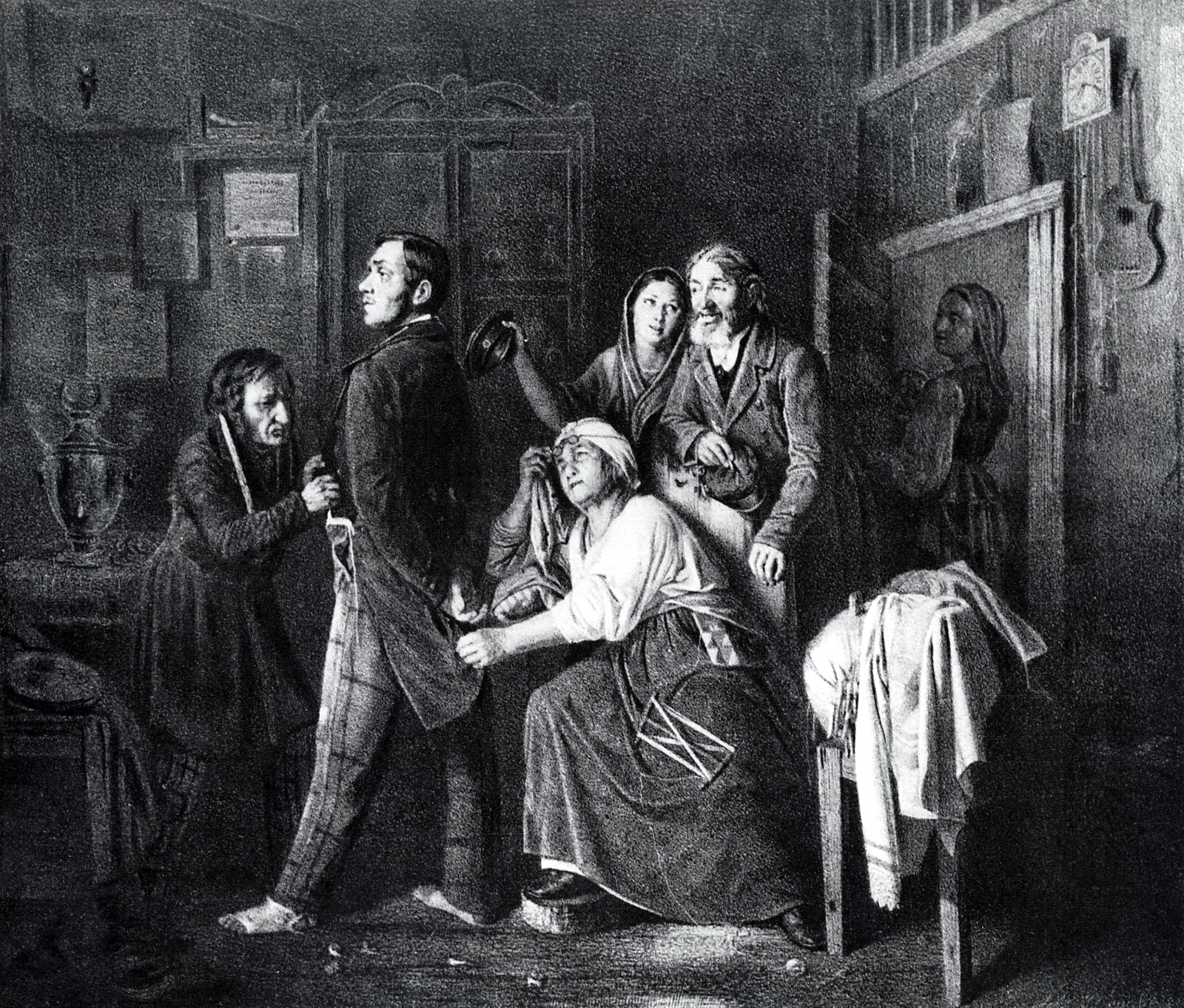
Перов В. Г. Перший чин (1860 рік).

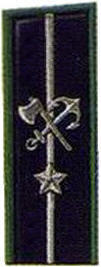
Петличний знак розрізнення відповідного чину (МШС)

Колезький реєстратор (також Станційний доглядач) — в Російської імперії найнижчий цивільний класний чин у 1722-1917 роках. Згідно Табелі про ранги відносився до XIV класу. Чиновники, які мали цей чин, займали найнижчі адміністративні посади, також працювали начальниками поштових станцій.
До видання Маніфесту від 11 червня 1845 року чин надавав особисте шляхетство, потім лише почесне громадянство.
Титульне звернення до колезьких реєстраторів — «ваша шляхетність».
Після Жовтневого перевороту 1917 року керівництвом радянської Росії було видано Декрет (від 16 грудня 1917 року), яким було скасовано чини, звання та титули часів Російської імперії.

## Відзнаки чину
-Відзнаки свого чину колезькі реєстратори носили на петлицях (поздовжніх чи поперечних погонах) з однім просвітом, де було розміщено по одній зірочці. Також на петлицях та погонах розміщувалися арматура (емблема) відомства до якого відносився чиновник.

## Відповідав чинам
В піхоті: фенріх (1722-1730), прапорщик (1730-—1884);
В кавалерії: корнет (1731-1884); 
В артилерії: штик-юнкер (1722-1796); 
В козацьких військах: хорунжий (1798-1884);
У флоті: мічман (1732-1796);
У флотської артилерії: констапель (1722-1830);
У гвардії: підпрапорщик (з 1826).

## Колезький реєстратор в літературі
- Гоголь М.В. — Мертві душі:

«І напаскудить так, як простий колезький реєстратор, а зовсім не так, як людина із зіркою на грудях, що розмовляє про предмети, що викликають на роздуми, так що стоїш тільки та дивуєшся, знизуючи плечима, та й нічого більше».
- Гоголь М.В. — Ревізор:

Осип. «Хай би вже було справді щось путнє, а то ж єлистратишка  простий!» - Дія друга, Явище I.
Хлестаков. «Ви, можливо, маєте думку, що я тільки переписую; ні, начальник відділення зі мною у близьких стосунках ». - Дія третя, Явище VI.
- Пушкін О.С. — Станційний доглядач[4]:

«Що таке станційний доглядач ? Сущий мученик чотирнадцятого класу, обгороджений своїм чином тільки від побоїв, і то не завжди (посилаюся на совість моїх читачів) ».
- У романі Бориса Акуніна «Азазель» (1998) головний герой Ераст Петрович Фандорін мав чин колезького реєстратора.

- «Не бий мене в рило» - так називає колезьких реєстраторів один з персонажів оповідання «Сміх і горе» Лєскова М.С. [5].